# Miço Kallamata
Miço Kallamata (ur. 27 października 1922 w Fierze, zm. 17 stycznia 2006 w Tiranie) – albański satyryk i felietonista, żołnierz Armii Narodowo-Wyzwoleńczej. Część jego twórczości została przetłumaczona na języki rosyjski i bułgarski.

## Życiorys
W 1938 roku rozpoczął naukę w szkole technicznej w Kavajë, pracował następnie przy szybach naftowych w miejscowości Kuçovë. W roku 1941 dołączył do nowo powstałej Komunistycznej Partii Albanii.
Za działalność antyfaszystowską został uwięziony przez władze włoskie w 1942 roku, a rok później uciekł z więzienia i dołączył do Armii Narodowo-Wyzwoleńczej, gdzie pełnił funkcję komisarza w 18. Brygady Dibra oraz 7. Brygady Albańsko-Macedońskiej. Pod koniec II wojny światowej miał stopień majora.
Pełnił funkcję dyrektora generalnego ds. leśnictwa w Ministerstwie Rolnictwa, utworzył również stowarzyszenie Gjuetarëve të Shqipërisë, którego celem była ochrona ekosystemu fauny. W 1949 roku rozpoczął współpracę z czasopismem Hosteni.

## Twórczość[1]
- Miq të dyshimtë (dramat)
- Net gjahtarësh
- Shokë lufte
- Shtigjeve të zëna
- Gjembat e Trëndafilit (1955)
- Sos për mua a për ti... (1980)
- Proskinesis (1990)
- Proletarë të të gjitha vendeve - shpërndahuni (1991)

### Satyry
- I fundit i oxhakut (1971)
- Nën hijen e dordolecëve (1973)
- Pjesë të zgjedhura (1974)
- Asnjanësia e Zotit Lulo (1978)

## Odznaczenia[1]
- Medal Pamięci
- „Za Odwagę”
- Medal za Wyzwolenie Kraju
- Order Flagi
- Order Partyzancka Gwiazda
- Order „Za Odwagę”
- 6 odznaczeń jugosłowiańskich

## Nagrody literackie
W 1949 roku otrzymał główną nagrodę na jednym z konkursów literackich za dramat Miq të dyshimtë.
W 1974 roku uzyskał II miejsce na jednym z konkursów literackich za satyrę Nën hijen e dordolecëve.

## Tytuły
9 stycznia 2010 roku został pośmiertnie uhonorowany tytułem honorowego obywatela Fieru. Jego imieniem nazwano jeden z placów oraz bibliotekę miejską w Fierze.